# Smygehamn
Smygehamn – miejscowość (tätort) w Szwecji, w regionie administracyjnym (län) Skania, w gminie Trelleborg.
Według danych Szwedzkiego Urzędu Statystycznego liczba ludności wyniosła: 1297 (31 grudnia 2015), 1284 (31 grudnia 2018) i 1277 (31 grudnia 2019).